# Johan Witehall
Nils Erik Johan Witehall, född 7 januari 1972 i Askims församling i Göteborg, är en svensk före detta professionell ishockeyspelare (forward).

## Meriter
- 2000 — Calder Cup-mästare med Hartford Wolf Pack
- 2005 — Avancemang till Elitserien med Leksands IF
- 2006 — SM-silver med Frölunda HC